# Lac Drużno
Le lac Drużno (aussi appelé Lac Druzno ou Jeziora Druzno) est un point d'eau historiquement considéré comme un lac dans le nord de la Pologne à l'est du delta de la Vistule près d'Elbląg.
Le lac Drużno a été déclaré site Ramsar depuis le 29 octobre 2002.